# Химзо Половина
Др Химзо Половина (Мостар, 11. март 1927 — Плав, 5. август 1986) био је босанскохерцеговачки певач и текстописац и један од најпознатијих и најпоштованијих извођача севдалинке и народне музике у регији. По занимању био је лекар, тачније неуропсихијатар.
Многи сматрају да је он најпроминентнији певач и сакупљач севдалинки свих времена. Половинин сакупљачки и интерпретативни рад староградске (маловарошке) песме се карактерише као аутентично музичко наслеђе Босне и Херцеговине. Његово дубоко разумевање и знање духа севдалинки оставило је велики траг у босанскохерцеговачкој култури.

## Рана младост
Као дечак је стицао прва певачка сазнања од свог музикалног оца Мушана, који је веома добро свирао шаргију. Отац Мушан је волео песму па би Химзу са својом браћом и сестрама поређао испред себе и терао да певају у један глас. Често их је саветовао да иду у Муслиманско друштво „ИТИХАД“.
Поред значајнијег учешћа у драмској секцији М. Д. „ИТИХАД“ ту је усавршио своје рецитаторске могућности. То је било између 1935. и 1940. године. Пред сам Други светски рат је почео да учи виолину код познатог професора и мајстора виолине Карла Малацека, пореклом Чеха.
Био је члан фолклорног ансамбла РКУД „Абрашевић“, од 1947. године до одласка у Сарајево. Са поменутим ансамблом одлази на турнеје по селима и градовима бивше Југославије. Волео је богатство народних ношњи, па их је чешће користио на јавним наступима и као певач.

## Образовање
Године 1950. као студент Медицинског факултета био је члан Студентског КУД „Слободан Принцип Сељо", а наступа и са КУД „Иво Лола Рибар", КУД „Пролетер“, ЗКУД „Васо Мискин Црни", КУД „Миљенко Цвитковић", те за аматерска друштва која су имала музичке мултиетничке програме.
Током своје певачке каријере завршава студије медицине и постаје доктор специјалиста - неуропсихијатар. У пракси успешно примењује методе психијатрије, социотерапије и музикотерапије. Ужем кругу медицинских стручњака познати су његови научни радови из поменутих области објављених у стручним публикацијама. Био је цењен лекар у Болници за менталну рехабилитацију Јагомир у Сарајеву све до своје смрти.

## Певачка каријера
Поред говорне мане у изговарању гласа „р“ успео је заголицати музичке стручњаке песмом: Мехмеда је стара мајка карала (у којој имају само два „р“). Тада се у Радио Сарајеву певало уживо. То је било у јануару 1953. године када су га колеге наговориле да се пријави на аудицију певача. Примљен је и добио изврсне музичке стручњаке који су водили рачуна да од Химзе направе врсног уметника.
Химзо Половина је у певачкој каријери провео више од тридесет година. Наступао је у земљи и иностранству преносећи славу народне песме, а посебно севдалинке. Снимио је двадесетак грамофонских плоча које су достигле милионске тираже, као и неколико аудио-касета високе музичке вредности. Направио је велики број архивских снимака за Радио Сарајево. Често је наступао на концертима приређеним у хуманитарне сврхе, по болницама, домовима пензионера, изнемоглих и старијих особа, домовима за напуштену децу, клубовима лечених алкохоличара итд.
Половина је пет година паузирао на Радио Сарајеву због неспоразума са људима те куће. Слушаоцима је за тих пет година недостајао Химзо Половина. Тражили су га и упућивали жалбе Радио Сарајеву. У Радио Сарајеву су говорили да начин певања Химзе Половине не одговара концепцијама и стилу који негују. У међувремену, један савезни жири, оцењујући певаче народних песама, дао је високу оцену Химзи Половини, нарочито истичући његов стил и афинитет према вишим естетским вредностима у садржају песме. И жири је као и слушаоци био импресиониран када је Химзо, како то само он уме, тихо и осећајно, запевао: Невјера је туга голема на срцу…
Химзо је певао скоро о свим градовима Босне и Херцеговине, о лепом граду Вишеграду, о постанку Бање Луке, о Сарај Босни - Сарајеву дивном месту, о Тузли коју је опасала гуја, о хаирима које гради Мехмед паша Соколовић по Босни…
Из песме "У лијепом старом граду Вишеграду" Драгише Недовића избацио је последњу строфу:"Устај испрати ме морам да путујем, у Србију идем своме родном граду, за тобом ћу Кико вечно да тугујем, зашто сам те саму оставио младу."
Приликом његовог последњег концерта, у Плаву (Црна Гора) 5. августа 1986. године, умро је од последица срчаног удара. Последња песма коју је отпевао била је Емина.
Сахрањен је у гробљу Баре у Сарајеву.
Након смрти, Химзино музичко дело остаје још популарније, те многе радио-станице и диско куће преснимавају његове музичке материјале и емитују их.
Био је ожењен са Фикретом Медошевић. Имао је кћерку Рубину и сина Едмира.

## Признања
За своју уметност примио је многа признања, међу којима: Естрадну награду БиХ и бивше Југославије. Његове витрине красе сребрне, златне и дијамантске плоче, дипломе и многа признања која је за живота примио.
Захваљујући Химзи Половини многе заборављене песме су остале забележене за сва времена. Неке од њих су и:
- Дворе гради Комадина Мујо
- Чудна јада од Мостара града
- Икиндија, сунце залазаше
- Полетјела два голуба
- Јутрос прођох кроз чаршију
- Вољело се двоје младих
- Отвор' врата од хамама
- Пољем се вија Хајдар делија
- Мила мајко шаљи ме на воду